# Rohaczyn
Rohaczyn (ukr. Рогачин) – wieś (dawniej miasteczko) na Ukrainie w rejonie tarnopolskim (do 2020 brzeżańskim) obwodu tarnopolskiego. Liczy ok. 900 mieszkańców.
W II Rzeczypospolitej Rohaczyn składał się z trzech miejscowości: Rohaczyn Miasto, Rohaczyn Wieś i Huta Szklana, które wchodzili do składu gminy wiejskiej Kurzany w powiecie brzeżańskim w województwie tarnopolskim.
W latach 1943–1945 nacjonaliści ukraińscy z OUN-UPA zamordowali w Rohaczynie Mieście 31 Polaków oraz 7 Ukraińców i Łemków, a w Hucie Szklanej 33 Polaków. Wszystkie polskie zagrody w Hucie Szklanej zostały spalone.
Z Rohaczyna Miasto pochodził Władysław Żołnowski (1932-2020) – polski nauczyciel, prozaik, poeta, członek Opolskiego Oddziału Związku Literatów Polskich, autor książek o ludobójstwie Polaków na Kresach.